# Parisiska
Parisiska (franska: La Parisienne) är en oljemålning av den franske konstnären Édouard Manet från 1883. Målningen ingår sedan 1917 i Nationalmuseums samlingar i Stockholm. 
Målningen föreställer en modern parisiska – vardagsklädd i svart klänning med markerad midja och draperad turnyr (en metallställning som bars under kjolen baktill), hatt, handskar, handväska och snörkängor. Klädernas kvalitet, detaljrikedom och stil avslöjade social och ekonomisk status. Skådespelerskan Ellen Andrée stod modell, även känd från Manets Au Café (1878), Auguste Renoirs Roddarnas frukost (1881) och Edgar Degas Absinten (1876). Men målningen är i första hand en bild av en modern kvinna, inte ett porträtt. Traditionellt avbildas framstående män och kvinnor i helfigur. Här skildras både en ny maktfaktor och statussymbol – den konsumerande kvinnan och kvinnan som konsumtionsvara.
Manet dog bara några månader efter tavlans färdigställande.